# Antoni Niemiec
Antoni Niemiec (ur. 14 lipca 1896, zm. 29 marca 1983) – polski rolnik, działacz polityczny.

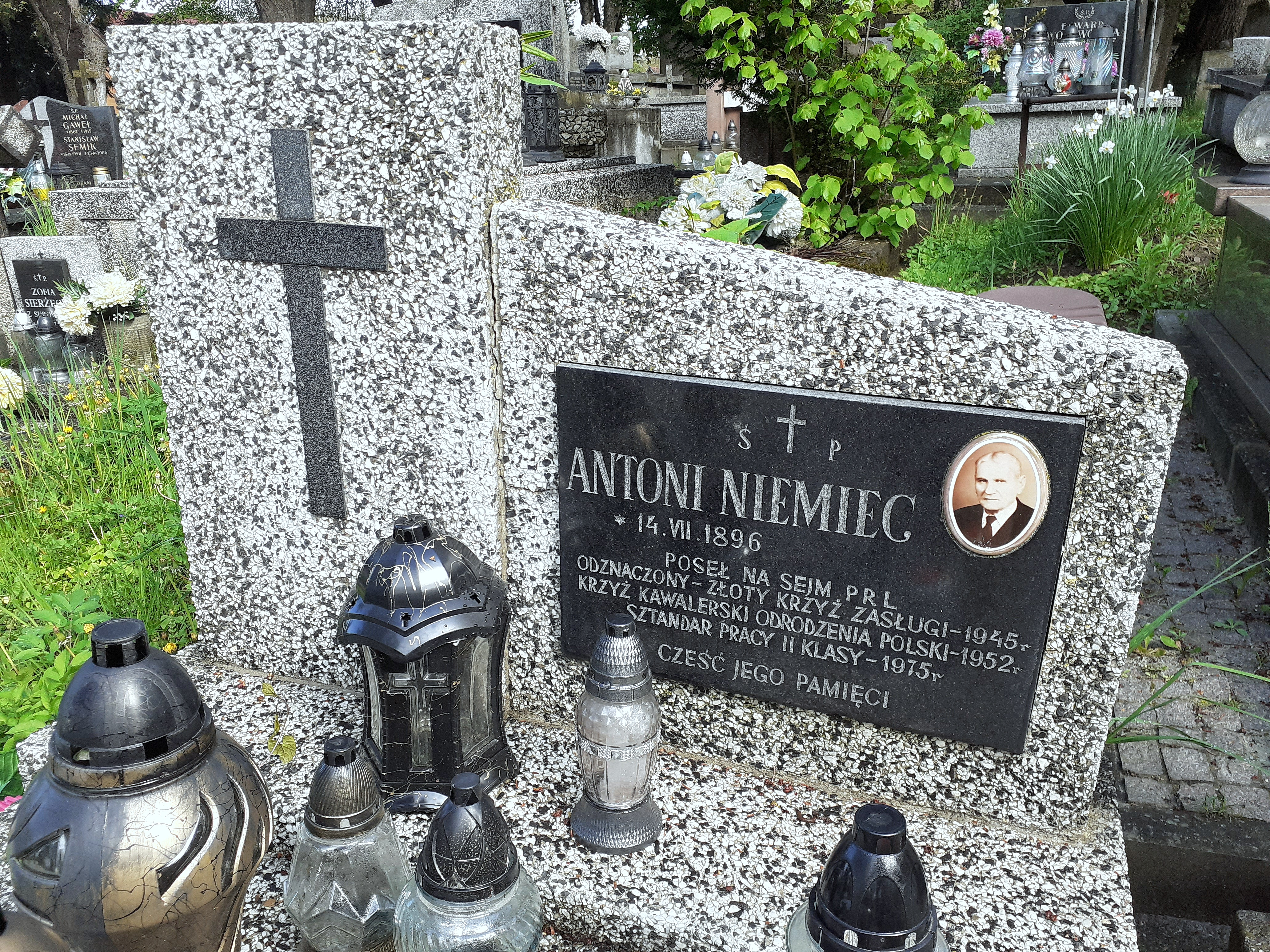
Nagrobek Antoniego Niemca

## Życiorys
Urodził się 14 lipca 1896. 
Był rolnikiem, działaczem ruchu ludowego z Wysokiej Strzyżowskiej. Należał do spółdzielni produkcyjnej. Był działaczem rad narodowych, członkiem Prezydium Wojewódzkiej Rady Narodowej w Rzeszowie, przewodniczącym Komisji Rolnej WRN w Rzeszowie. Został posłem I kadencji Sejmu PRL (1952-1956), wybrany w okręgu nr 66 Jarosław. W Sejmie zasiadał w Komisji Obrotu Towarowego.
Zmarł 29 marca 1983. Został pochowany na cmentarzu Pobitno w Rzeszowie.

## Odznaczenia
- Order Sztandaru Pracy II klasy (1975)[3][1]
- Krzyż Kawalerski Orderu Odrodzenia Polski (1952)[3][1]
- Złoty Krzyż Zasługi (1945)[1]
- Odznaka „Zasłużony dla województwa rzeszowskiego”[3]